# Fernando Obradors
Fernando Jaumandreu Obradors (Barcelona, 1897 - Barcelona, 1945) compositor español.

## Biografía
Fernando J. Obradors aprendió piano con su madre. Composición, armonía y contrapunto lo hizo de manera autodidacta. Más tarde estudió con Lamote de Grignon y Antonio Nicoláu. 
Dirigió por algún tiempo la Orquesta del Liceo de Barcelona y el grupo orquestal de Radio Barcelona antes de encargarse de la Orquesta Filarmónica de Gran Canaria.
Trató de componer zarzuelas con poco éxito, entre las que cabe citar La campana rota y La maja de los lunares. Destacó, sin embargo, con sus obras sinfónicas, especialmente, Réplica a la Farandola de Bizet.
Entre 1921 y 1941 escribió cuatro volúmenes de arreglos de poesía clásica española, una de las cuales, es el poema La casada infiel, escrito por su amigo Federico García Lorca.
Escribió numerosas composiciones líricas teatrales, pero es más conocido por su ciclo Canciones Clásicas Españolas. 
Su obra orquestal El poema de la jungla, ha sido últimamente editada en CD.